# Hystrix makapanensis
Hystrix makapanensis — викопний вид великого їжатця, який був широко розповсюджений у Східній та Південній Африці в раннім пліоцені — раннім плейстоцені.